# Província d'El Oued
La província o wilaya d'El Oued (àrab: ولاية الوادي, wilāyat al-Wādī) és una província o wilaya d'Algèria. S'hi troba la vall del Oued Souf i, de fet, el nom de la província significa literalment «vall» o «riu.»
Ciutats importants en són El Oued, la capital, Guémar, Debila i Robbah.